# Yponomeuta cagnagella
Espèce
Le Grand hyponomeute du Fusain ou Hyponomeute parente (Yponomeuta cagnagella), est l'une des espèces parmi les nombreux petits papillons de nuit de la famille des Yponomeutidae à chenilles « fileuses », appartenant au groupe des teignes. Il ne mesure qu'un centimètre environ et son envergure dépasse rarement 25 millimètres. 
C'est une des 3 espèces d'Hyponomeutes dont la chenille est susceptible de se développer sur le fusain (Euonymus europaeus, principalement en Europe, mais d'autres espèces que le fusain peuvent être touchées, le Prunelier et la Bourdaine ; les toiles sont parfois tissées sur les herbacées ou branches de buissons ou arbres voisins, sans que ceux-ci soient consommés).
Les chenilles « fileuses » sont grégaires et aisément repérables au fait qu'elles tissent des toiles de soie qui constituent un nid collectif et où s'accumulent leurs excréments. Les oiseaux ne semblent pas attaquer les espèces de ce genre (toxicité ? effet de la toile ?). Un comportement localement et souvent temporaire d'espèce envahissante la rend capable de totalement défolier, voire d'écorcer les branchettes d'arbres ou arbustes qu'elle attaque. Les arbustes défoliés en avril-mai se régénèrent la plupart du temps, avec apparition de nouvelles feuilles (dès mai-début juin en Europe de l'Ouest).

## Description
Les papillons du genre Yponomeuta ont une envergure d'environ 10 mm qui ne dépasse pas 19 à 26 mm[réf. nécessaire], évoquant des mites aux ailes blanches ponctuées de noir (les Anglais les appellent « mites-hermines »). Les ailes antérieures sont blanches mouchetées de points noirs, les postérieures sont grisâtres et nettement frangées.
La chenille est jaune paille au premier stade, ornée de points noir sur les flancs (un grand). Au terme de son développement, elle mesure de 18 à 20 mm de longueur et possède une tête noire.

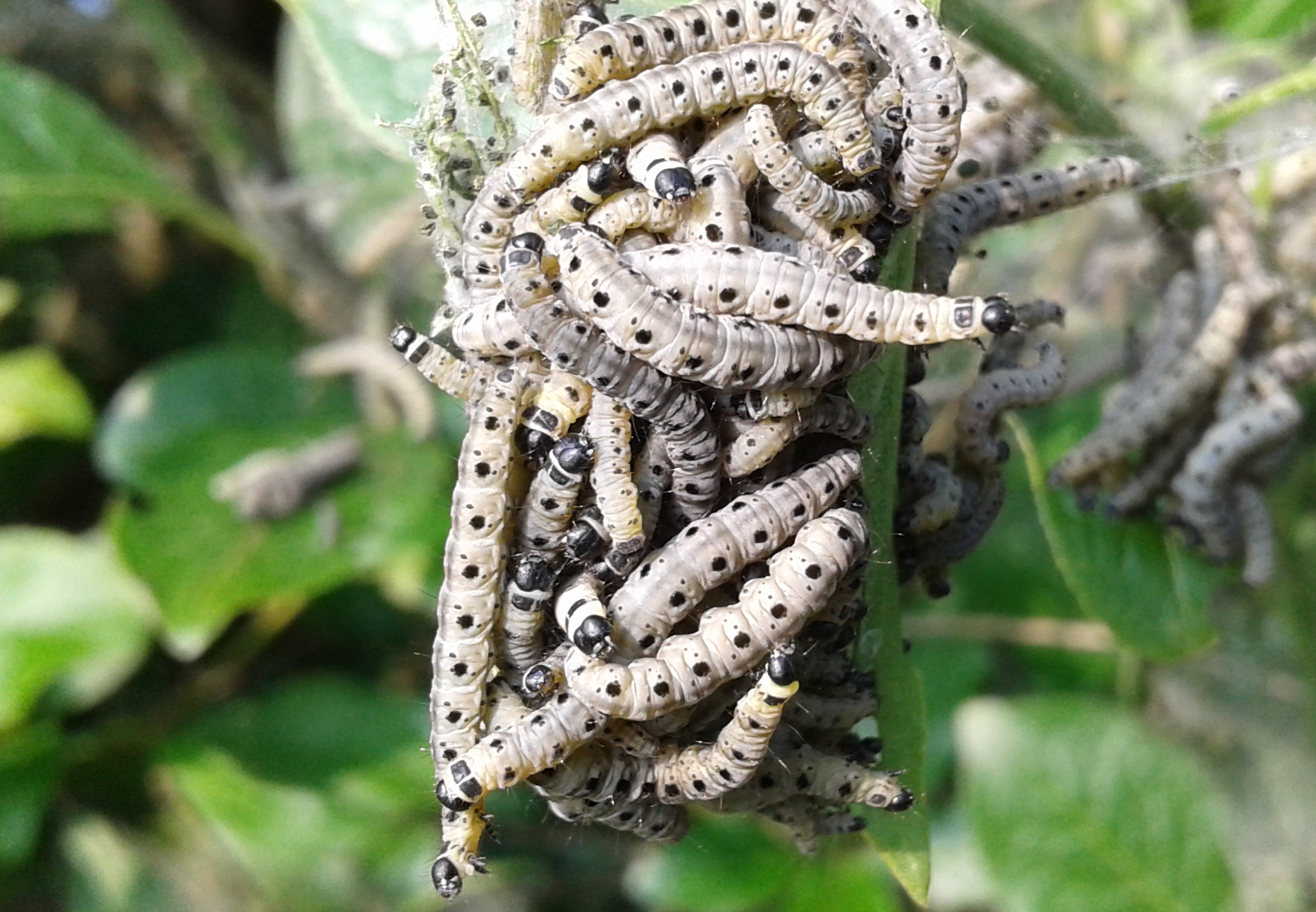
posture de défense

La larve, à son maximum de développement, mesure environ 20 mm et est couleur jaunâtre avec la tête noire et deux lignes de 10 points noirs (une de chaque côté du corps). Le corps est garni de poils si fins qu'ils sont invisibles à l'œil nu.

### Risque de confusion
Cette espèce ne doit pas être confondue avec : 
- Yponomeuta plumbellus (Denis & Shiffermüller 1775) ou Hyponomeute du fusain ou Hyponomeute plombée qui est une espèce proche, à la biologie assez semblable, mais qui se distingue par 3 rangées de points noirs et une grosse macule (tache noire) dans le tiers basal de l'aile antérieure
- Yponomeuta irrorellus (Hübner 1796), qui se distingue par une très grosse macule au milieu de l'aile
- Yponomeuta malinella qui est une espèce proche, à la biologie assez semblable
- Yponomeuta evonymella[1] (Linnaeus 1758) ou « Yponomeute du putiet » dont les chenilles caractérisées par 5 rangées de points noirs se développant souvent sur le merisier à grappes ou plus rarement sur d'autres espèces de Prunus qu'elles tapissent d'un épais voile soyeux blanchâtre,
- Yponomeuta padella (Linnaeus 1758) ou « Hyponomeute du cerisier » dont les chenilles se développent sur prunelier (Prunus spinosa), l'aubépine (Crataegus monogyna) et le sorbier des oiseleurs (Sorbus aucuparia). Les nids de toile de padella sont translucides et moins voyants que ceux d'evonymella[2]
- Yponomeuta rorrella (Hübner 1796) qui vivent sur le saule (blanc ou gris) et qui est caractérisé par une petite tache noire en bout d'aile
- Yponomeuta malinellus (Zeller 1838) ou « Hyponomeute du pommier » ou « teigne du pommier » sur pommier ou du prunier, aux cils terminaux légèrement gris
- Yponomeuta sedella (Treitschke, 1832) : « Hyponomeute de l'Orpin » à la couleur crème clair et sans point aux extrémités des ailes.

La chenille ne doit pas non plus être confondue avec celle de la petite tortue qui est également grégaire après être sortie de l'œuf et dont les couleurs peuvent évoquer celle des espèces d'Yponomeuta.
L'imago ne peut être distingué à l'œil nu de celui de certaines autres espèces de ce genre, autrement que par l'observation des genitalia (voir aussi : planche de photos en microscopie, accessible via les liens externes en bas de cette page).

## Classification
Cette espèce a été décrite pour la première fois en 1813 par l'entomologiste allemand Jakob Hübner (1761-1826). 

### Synonyme
- Yponomeuta cognatella Hübner, 1825

## Cycle de vie

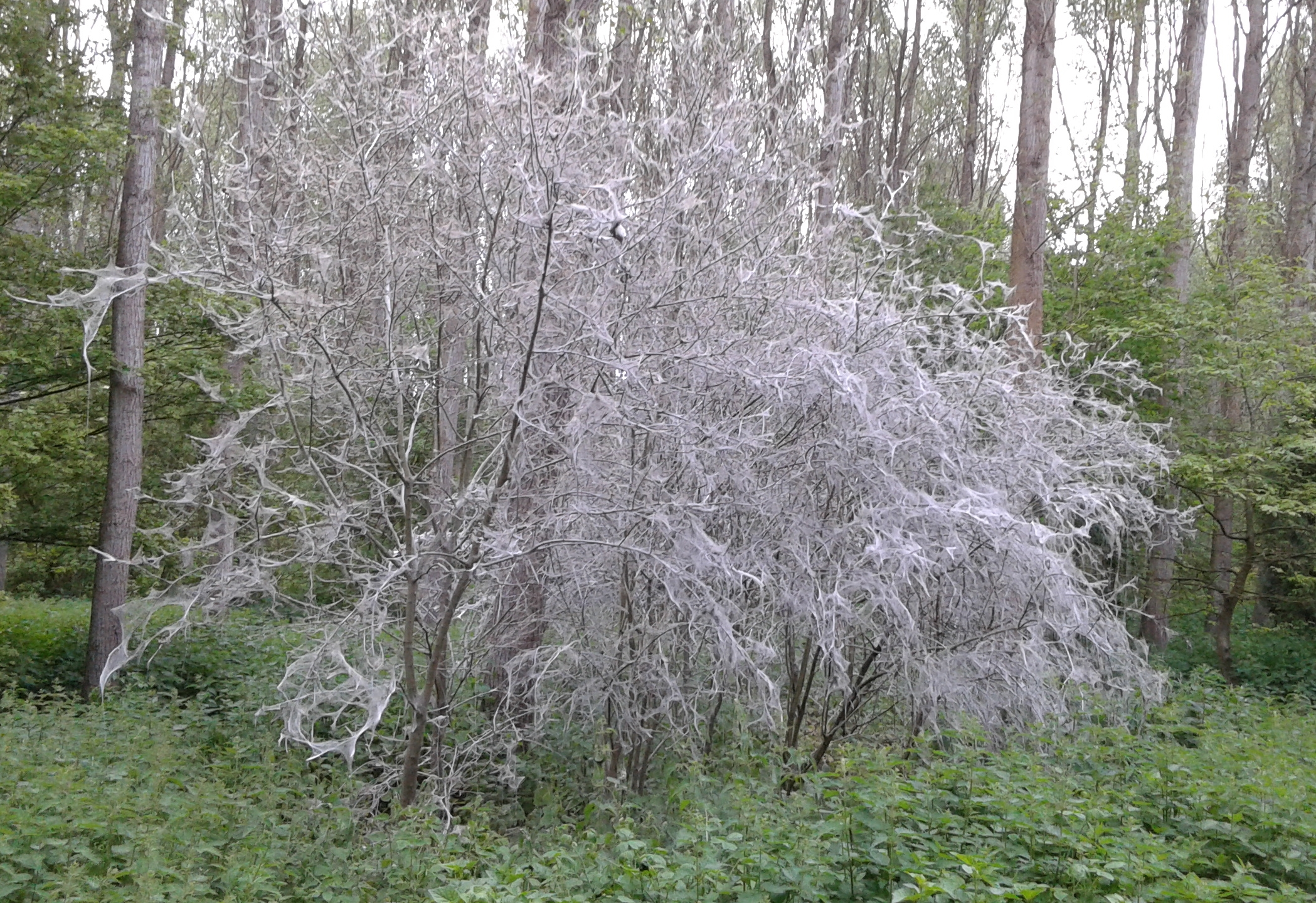
Buisson de fusain défolié et entoilé totalement par la chenille tisseuse dYponomeuta cagnagella.

Les œufs, très petits sont pondus par la femelle en automne sur des rameaux et branches. La femelle les recouvre d'une sécrétion collante qui les rend difficiles à distinguer. Les œufs éclosent en libérant une minuscule chenille. Les chenilles se rassemblent et au fur et à mesure qu'elles grandissent, tissent des toiles qui peuvent finir par englober tout un arbre et l'environnement périphérique (herbes, buissons voisins ou objets artificiels proches). Les toiles, assez solides, jouent le rôle d'un nid collectif.
La larve forme ensuite une pupe ou chrysalide. Les adultes (imagos) commencent à apparaître en juin. 
Ils restent visibles jusqu'au mois d'août.
Une seule génération est produite par an.

### Habitats
Friches, lisières, haies.

## Dégâts aux végétaux

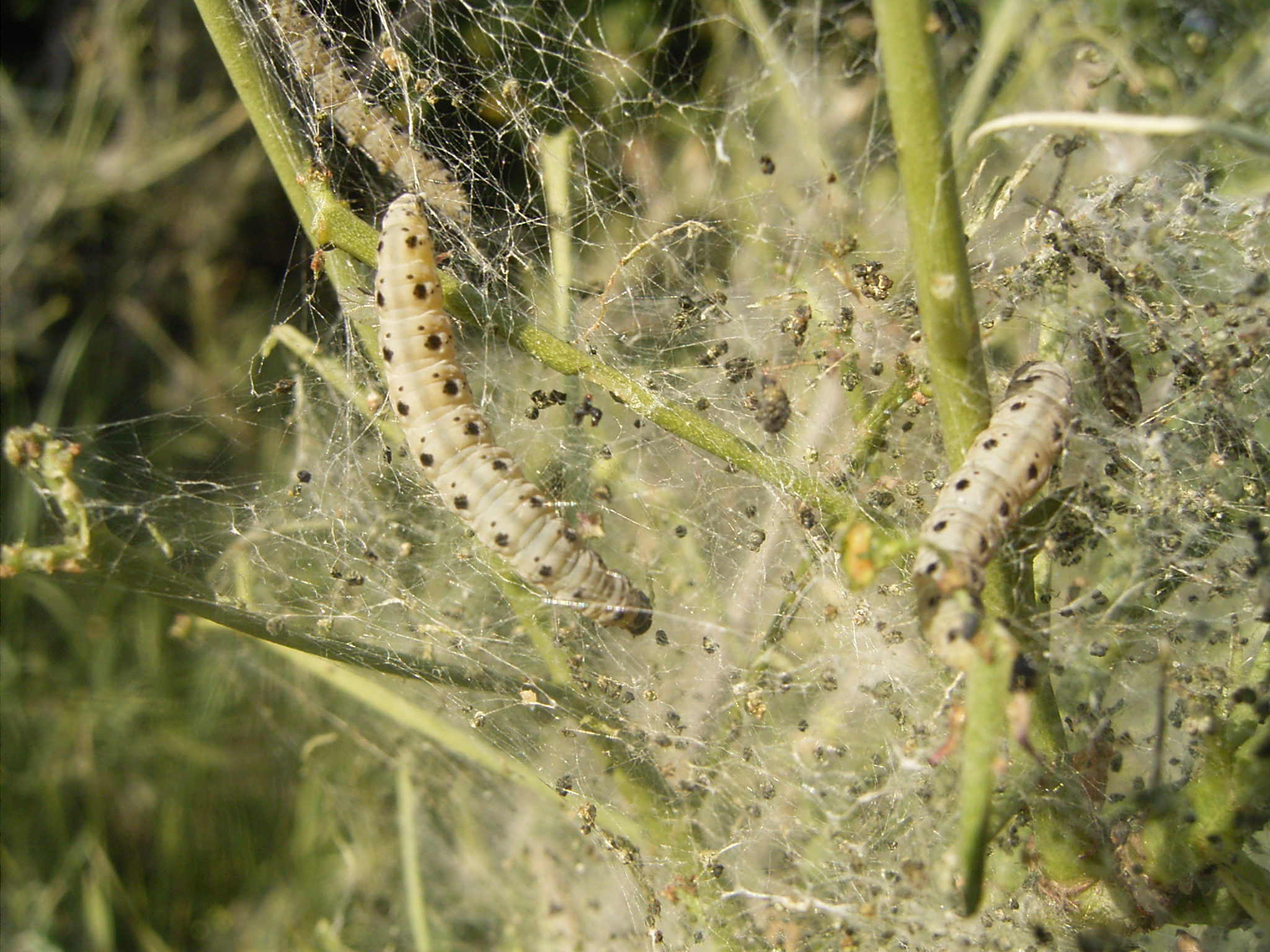
Chenilles (grégaires) d'Y. cagnagella sur du fusain, et leur toile protectrice.

Souvent les phénomènes d'invasion se déroulent sur deux ans. La première année, une partie des buissons est touchée et, l'année suivante, les mêmes buissons peuvent être totalement défoliés ou une haie peut être entourée de toiles sur plusieurs mètres de longueur.

## Lutte biologique

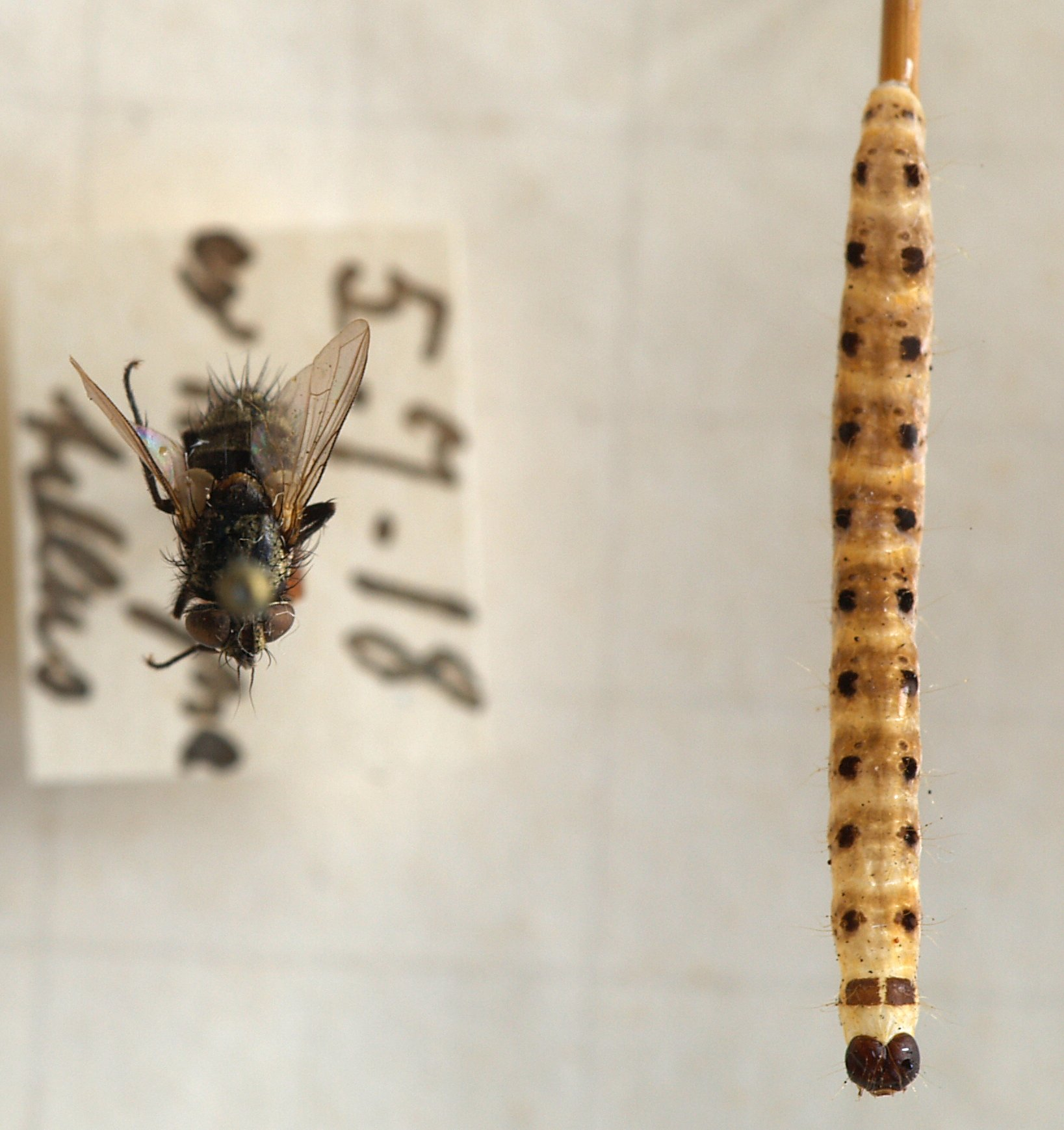
Tachinidae issue d'une chenille de Y. cagnagella parasitée

Elle consiste à encourager les prédateurs ou parasitoïdes de cette espèce. 
L'hyménoptère apocrite Ageniaspis fuscicollis a par exemple été importé dans les années 1980 pour contrôler ces espèces. 
En Europe, il existe plusieurs parasitoïdes parasitant ces espèces, des hyménoptères (petites guêpes), mais aussi des diptères (mouches). Dans les systèmes où la biodiversité est conservée, les phénomènes locaux d'invasion de ce type s'éteignent généralement d'eux-mêmes après deux ou 3 ans.
Les végétaux confrontés à ces défoliations souvent totales ont acquis, parallèlement au développement de leurs parasites, une faculté à se régénérer, bien qu'affaiblis. Les atteintes, même si elles sont impressionnantes, ne sont donc que rarement létales pour les buissons atteints[réf. nécessaire].